# Michaił Pasznin
Michaił Walerjewicz Pasznin, ros. Михаил Валерьевич Пашнин (ur. 11 maja 1989 w Czelabińsku) – rosyjski hokeista.

## Kariera
- Mieczeł 2 Czelabińsk (2004-2008)
- Mieczeł Czelabińsk (2006-2009)
- CSKA Moskwa (2009-2012)
  -  Krasnaja Armija Moskwa (2010-2011)
- Łokomotiw Jarosław (2012-2017)
- CSKA Moskwa (2017-2019)
- Saławat Jułajew Ufa (2019-2020)
- Mietałłurg Magnitogorsk (2020-2022)
- SKA Sankt Petersburg (2022-)

Wychowanek i do 2009 zawodnik Mieczeła Czelabińsk. 1 czerwca 2009 w historycznie pierwszej edycji draftu rozgrywek Kontynentalnej Hokejowej Ligi pod nazwą KHL Junior Draft 2009 został wybrany przez CSKA Moskwa z pierwszym numerem. Niespełna miesiąc później, 27 czerwca 2009 w drafcie NHL z 2009 został wybrany przez New York Rangers z numerem 2000. Następnie został zawodnikiem CSKA Moskwa. W tym czasie grał w rozgrywkach KHL oraz jednocześnie w juniorskiej Mołodiożnaja Chokkiejnaja Liga. W styczniu 2012 został przekazany do Łokomotiwu Jarosław w zamierzeniu do końca sezonu KHL (2011/2012). W maju 2012 podjęto decyzję, że Pasznin pozostanie zawodnikiem Łokomotiwu. Od maja 2017 ponownie zawodnik CSKA Moskwa. Pod koniec maja 2019 jego kontrakt z klubem został rozwiązany za porozumieniem stron. Od czerwca 2019 zawodnik Saławatu Jułajew Ufa. W maju 2020 przeszedł do Mietałłurga Magnitogorsk. W maju 2022 podpisał dwuletni kontrakt z SKA Sankt Petersburg.

## Sukcesy i wyróżnienia
Reprezentacyjne
- Brązowy medal mistrzostw świata juniorów do lat 20: 2009

Klubowe
- Puchar Charłamowa - mistrzostwo MHL: 2011 z Krasnaja Armija Moskwa
- Brązowy medal mistrzostw Rosji: 2014, 2017 z Łokomotiwem Jarosław
- Puchar Kontynentu: 2019 z CSKA Moskwa
- Puchar Gagarina – mistrzostwo KHL: 2019 z CSKA Moskwa
- Złoty medal mistrzostw Rosji: 2019 z CSKA Moskwa

Indywidualne
- KHL (2015/2016):
  - Najlepszy obrońca miesiąca - listopad 2015[8]
  - Czwarte miejsce w klasyfikacji +/- w sezonie zasadniczym: +26
- KHL (2016/2017):
  - Pierwsze miejsce w klasyfikacji wykonanych uderzeń ciałem w fazie play-off: 57
- KHL (2017/2018):
  - Trzecie miejsce w klasyfikacji +/- w sezonie zasadniczym: +27
  - Pierwsze miejsce w liczby zablokowanych strzałów w fazie play-off: 32
- KHL (2019/2020):
  - Pierwsze miejsce w klasyfikacji wykonanych uderzeń ciałem w sezonie zasadniczym: 174
- KHL (2020/2021):
  - Drugie miejsce w klasyfikacji wykonanych uderzeń ciałem w sezonie zasadniczym: 157[9]
- KHL (2021/2022):
  - Najlepszy obrońca miesiąca - wrzesień 2021[10]